# Paul O'Neill
Paul Henry O'Neill (født 4. december 1935 i St. Louis i Missouri, død 18. april 2020 i Pittsburgh, Pennsylvania) var en amerikansk forretningsmand og politiker. Han fungerede bl.a. som administrerende direktør for metalindustriselskabet Alcoa i perioden 1987 til 1999 og som finansminister i USA under præsident George W. Bush i perioden 2001 til 2002. Som finansminister blev han erstattet af John W. Snow i december 2002 efter at været under kraftig kritik.